# Shintarō Kurumaya
Shintarō Kurumaya (jap. 車屋 紳太郎, Kurumaya Shintarō; * 5. April 1992 in Kumamoto) ist ein japanischer Fußballspieler.

## Karriere

### Verein
Kurumaya spielte in der Jugend für die Universitätsmannschaft der Universität Tsukuba. Seinen ersten Vertrag unterschrieb er 2014 bei Kawasaki Frontale. Der Verein aus Kawasaki spielte in der ersten Liga des Landes, der J1 League. 2017, 2018 und 2020 feierte er mit dem Verein die japanische Fußballmeisterschaft. 2019 gewann er mit Frontale den japanischen Supercup und den J. League Cup. Das Finale um den Emperor’s Cup 2020 gewann man am 1. Januar 2021 gegen Gamba Osaka mit 1:0. Am 20. Februar 2021 gewann er mit Frontale den Supercup. Das Spiel gegen Gamba Osaka gewann man mit 3:2. Im gleichen Jahr feierte er mit dem Verein seine vierte japanische Meisterschaft.

### Nationalmannschaft
Am 10. Oktober 2017 debütierte Kurumaya für die japanische Fußballnationalmannschaft in einem Freundschaftsspiel gegen Haiti. Er hat insgesamt vier Länderspiele für Japan bestritten.

## Erfolge und Auszeichnungen

### Erfolge
Kawasaki Frontale
- J1 League: 2017, 2018, 2020, 2021
- J. League Cup: 2019
- Japanischer Fußball-Supercup: 2019, 2021
- Emperor’s Cup: 2020

### Auszeichnungen
- J. League Best XI: 2017, 2018